# Znaki topograficzne
Zasugerowano, aby zintegrować ten artykuł z artykułem Znaki kartograficzne (dyskusja). Nie opisano powodu propozycji integracji.
Znaki topograficzne – umowne, graficzne znaki przedstawiające obraz ziemi. Dzielą się na cztery grupy:
1. Punktowe – są to jakieś punkty np. młyn, drzewo, krzyż. Są one nieproporcjonalne w skali mapy, mają natomiast symetryczny kształt, a w podstawie kąt prosty;
2. Liniowe – obiekty, których rzutem jest linia np. granica, rzeka, linia telefoniczna
3. Umowne konturowe (powierzchniowe) – przedstawiają teren, który można określić w skali mapy, np. łąki, lasy, uprawy
4. umowne objaśniające – uzupełniają charakterystykę znaków terenowych, np. strzałka pokazuje kierunek rzeki, a znak drzewa rodzaj lasu.